# شمیریتس
شمیریتس (به آلمانی: Schmieritz) یک شهر در آلمان است که در زاله-ارلا واقع شده‌است. شمیریتس ۴۲۶ نفر جمعیت دارد.